# 대한민국 형법 제114조
대한민국 형법 제114조는 공안을 해하는 죄 중 범죄단체조직죄에 관한 형법 각칙의 조문이다.

## 조문
제114조 【범죄단체 등의 조직】
사형, 무기 또는 장기 4년 이상의 징역에 해당하는 범죄를 목적으로 하는 단체 또는 집단을 조직하거나
이에 가입 또는 그 구성원으로 활동한 사람은 그 목적한 죄에 정한 형으로 처벌한다.
다만, 형을 감경할 수 있다.

- '단체'라 함은 단체를 주도하는 최소한의 통솔체제를 갖추고 있음을 요한다. (대판 85도1515)
- 국가보안법상의 반국가단체를 구성하거나 가입하는 행위는 이 죄의 적용대상이 아니다.
- 범죄단체를 구성하거나 이에 가입한 자가 더 나아가 구성원으로 활동하는 경우, 이는 포괄일죄의 관계에 있다. (대판 2015도7081)

## 판례

### 단체의 의미
형법 제114조 제1항의 범죄를 목적으로 하는 '단체'라 함은 특정다수인이 일정한 범죄를 수행한다는 공동목적 아래 이루어진 계속적인 결합체로서
그 단체를 주도하는 최소한의 통솔체제를 갖추고 있음을 요한다.— (1985.10.8, 대판 85도1515)